# Rex Foundation
 (janvier 2024).
Si vous disposez d'ouvrages ou d'articles de référence ou si vous connaissez des sites web de qualité traitant du thème abordé ici, merci de compléter l'article en donnant les références utiles à sa vérifiabilité et en les liant à la section « Notes et références ».
La Rex Foundation est une organisation américaine à but non lucratif créée en 1983 par des membres de Grateful Dead et leurs amis pour aider des créateurs dans les domaines des  arts, des sciences, et de l'éducation.

## Contributions
La Rex Foundation a aidé :
- The Achievement Academy at Simon's Recreation Center
- The American Indian College Fund
- American Music Theater Festival
- Bethesda Project (My Brother's House)
- Camp Winnarainbow
- The Committee for a Better North Philadelphia
- Families Against Mandatory Minimums Foundation
- The Family Assistance Program
- The Farm School
- Fishery Foundation of California
- Food and Friends
- Greater Philadelphia Food Bank
- Hanford Education Action League
- Huichol Sierra Fund for Community Development
- Lithuanian Basketball Team
- Mainstream Foundation
- Musicians United for Superior Education
- National Handicapped Sports
- Native American Women's Health Education Center
- O'Neill Sea Odyssey
- Peer AIDS Education Coalition
- The Poetry Project at St. Marks
- San Quentin Mass Choir
- Sunburst Projects (Music from people with HIV/AIDS)
- Wave Hill - Putting Children in Touch with Nature
- Whitechapel Art Gallery, London - John Virtue Exhibition
- United Indians of All Tribes Foundation
- Zen Hospice Project

et beaucoup d'autres.